# EAA AirVenture Oshkosh
O EAA AirVenture Oshkosh (anteriormente EAA Annual Convention and Fly-In) é um show aéreo anual e reunião de entusiastas da aviação realizado a cada verão no Aeroporto Regional de Wittman e o adjacente "Pioneer Airport" em Oshkosh, Wisconsin, Estados Unidos. A parte sul do terreno do show, assim como o Camp Scholler, estão localizados na cidade de Nekimi e uma base para hidroaviões no lago Winnebago em Black Wolf.
O airshow é organizado pela "Experimental Aircraft Association" (EAA), uma organização internacional de aviação geral com sede em Oshkosh, e é a maior de seu tipo no mundo. O show dura uma semana, geralmente começando na segunda-feira da última semana inteira de julho. Durante a reunião, a torre de controle do aeroporto, frequência 118,5, torna-se a mais movimentada do mundo.

## História
A EAA foi fundada em Hales Corners, Wisconsin em 1953 por Paul Poberezny, que originalmente começou a organização no porão de sua casa para construtores e restauradores de aeronaves recreativas. Embora a construção civil ainda seja uma grande parte das atividades da organização, ela cresceu para incluir quase todos os aspectos da aviação recreativa, comercial e militar, bem como da aeronáutica e da astronáutica. 

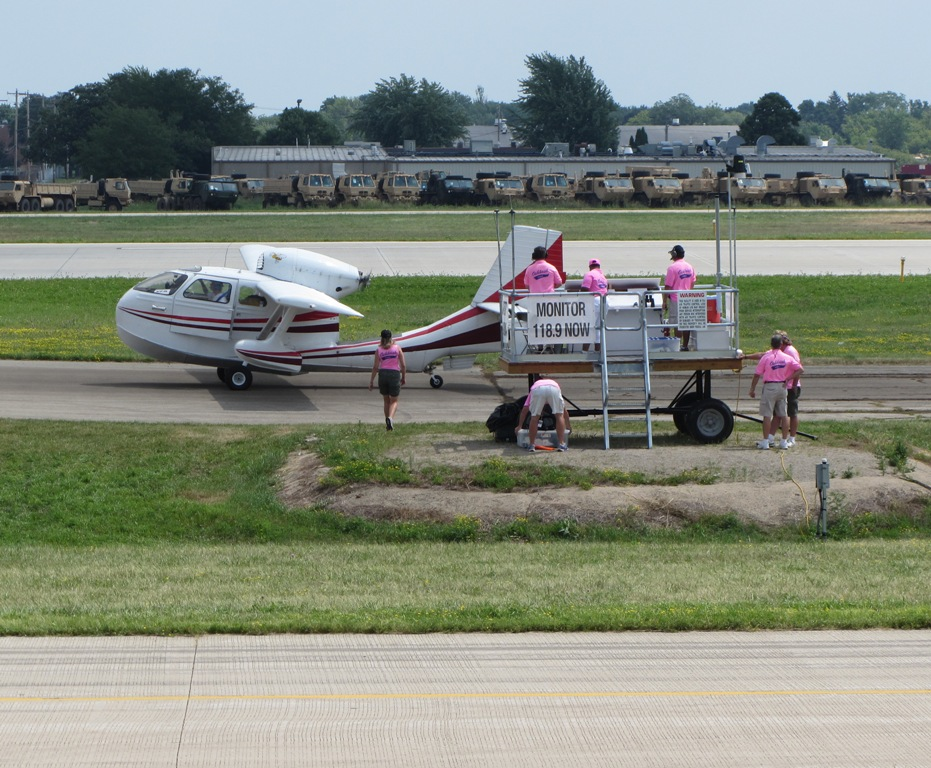
Atendentes de pista (de rosa) em contato com a torre que gerenciava remotamente as partidas em 2011.

O primeiro evento aéreo da EAA foi realizado em setembro de 1953 no que hoje é o Timmerman Field como uma pequena parte do Milwaukee Air Pageant. Menos de 150 pessoas se inscreveram como visitantes no primeiro ano e apenas um punhado de aviões compareceu ao evento. Em 1959, o fly-in da EAA cresceu muito para o Air Pageant e mudou-se para Rockford, Illinois. Em 1970, quando superou suas instalações no aeroporto de Rockford (hoje Aeroporto Internacional de Chicago Rockford), mudou-se para Oshkosh, Wisconsin.
Por muitos anos, o nome oficial do evento foi The EAA Annual Convention and Fly-In. Em 1998, o nome foi mudado para AirVenture Oshkosh, mas muitos participantes regulares ainda o chamam de "The Oshkosh Airshow" ou apenas "Oshkosh". Por muitos anos, o acesso à linha de vôo foi restrito aos membros da EAA. Em 1997, a estrutura de taxas para o show foi alterada permitindo que todos os visitantes tivessem acesso a todo o recinto. O EAA AirVenture mantém cerca de 1.000 fóruns e workshops, além de seus muitos fornecedores que trazem uma variedade de suprimentos de aeronaves, mercadorias em geral e patrocinadores de marca, como Ford, Honda, Bose, John Deere e mais localizados no Fly Mart.
Em 1º de maio de 2020, a EAA anunciou que a convenção e show aéreo 2020 AirVenture seriam cancelados devido à pandemia COVID-19. Em 2021, o evento reuniu um total de 608.000 pessoas.